# Cymodopsis beageli
Cymodopsis beageli là một loài chân đều trong họ Sphaeromatidae. Loài này được Brandt miêu tả khoa học năm 1998.